# Disperis tysonii
Disperis tysonii är en orkidéart som beskrevs av Harry Bolus. Disperis tysonii ingår i släktet Disperis och familjen orkidéer. Inga underarter finns listade i Catalogue of Life.